# SJ Y1
Die Baureihen Y1 und YF1 sind Dieseltriebwagen der ehemaligen schwedischen Staatsbahn Statens Järnvägar (SJ). Dabei handelt es sich um eine Weiterentwicklung der italienischen ALn 668.
Triebwagen dieses Typs sind heute in Schweden, Norwegen, Serbien, Kosovo, Kroatien und Uruguay im Einsatz.

## Geschichte

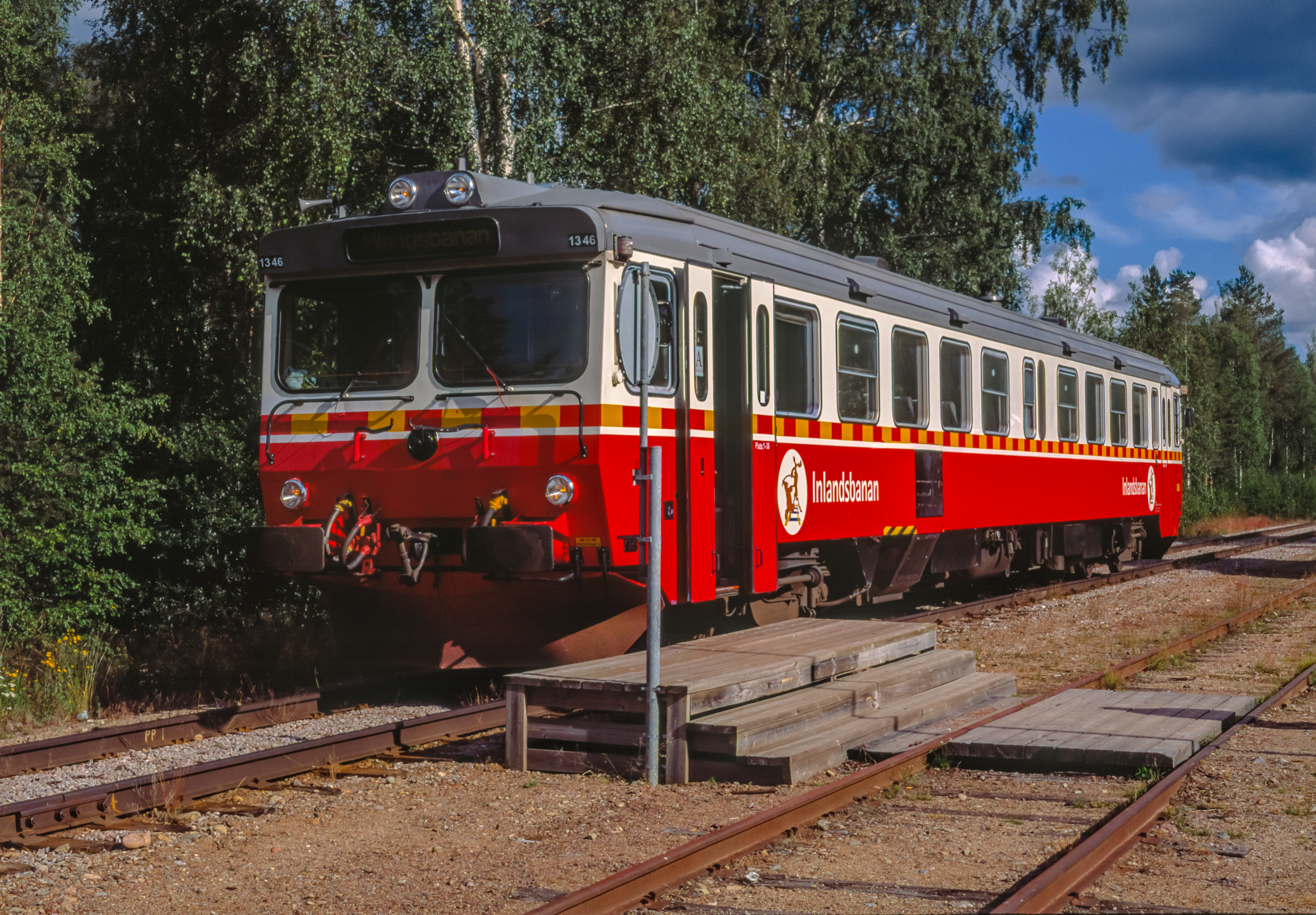
1346 der Inlandsbanan AB

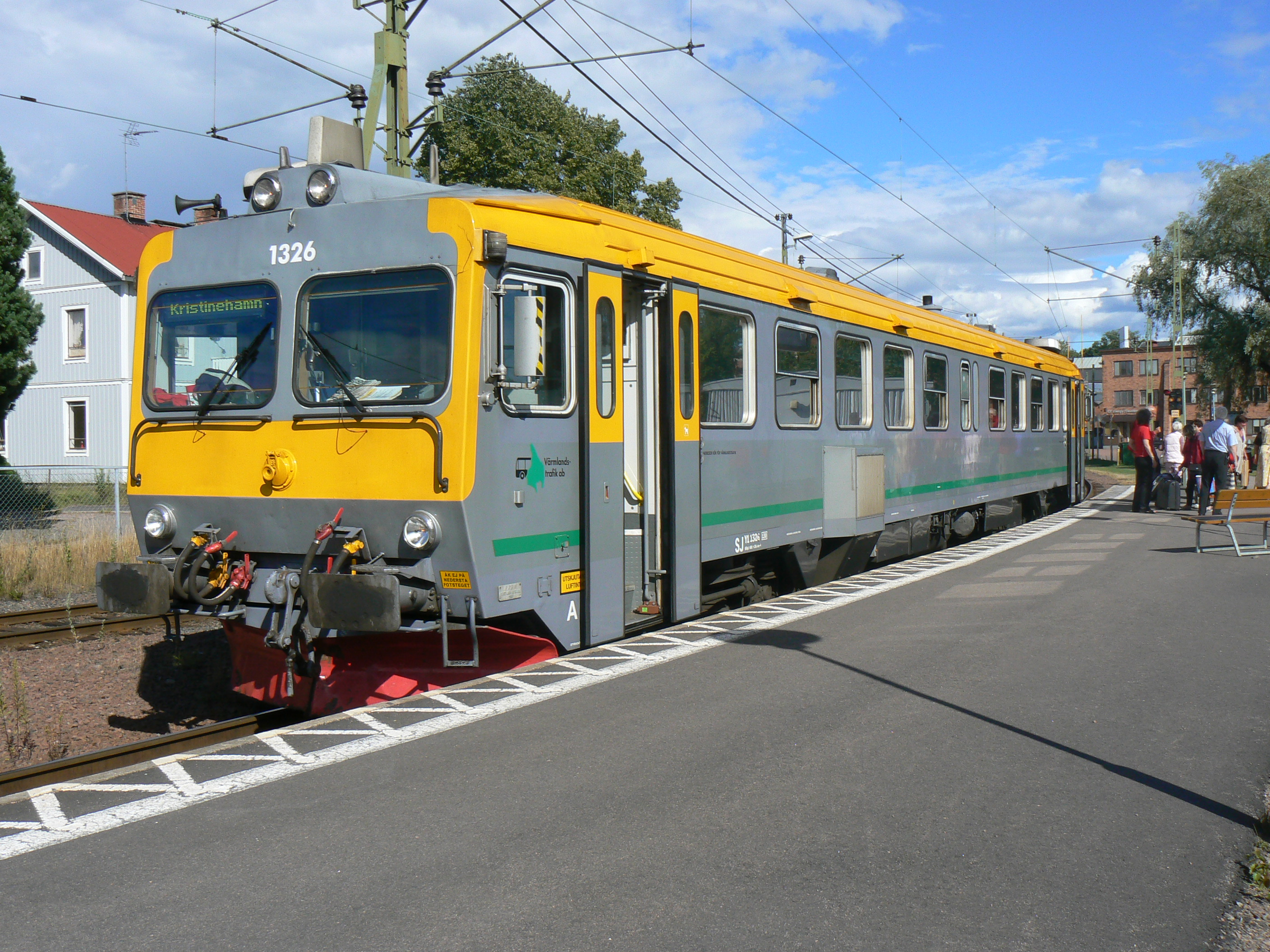
1326 bei Värmlandstrafik

### Allgemeine Geschichte
Gegen Ende der 1970er Jahre benötigte die SJ für ihre Nebenstrecken neue Dieseltriebwagen. Die Wahl fiel auf die von FIAT Ferroviaria hergestellten ALn 668, welche aber an die schwedischen Bedürfnisse angepasst wurden. Die ersten der insgesamt 100 Fahrzeuge wurden noch in Italien hergestellt, weitere dann in Kalmar, Schweden. Sie erhielten die Bezeichnung Y1. Die Triebwagen waren mit Motoren von FIAT ausgerüstet, in den 1990er Jahren wurden sie dann teilweise auf Volvo-DH10-Busmotoren umgerüstet.
Einige Fahrzeuge dieser Serie wurden mit einem Gepäckabteil ausgerüstet und wiesen 48 Sitzplätze auf, diese erhielten die Bezeichnung YF1. Insgesamt wurden 12 der insgesamt 100 Fahrzeuge direkt als YF1 ausgeliefert, zudem wurden 6 Y1 zu YF1 umgebaut.
Ab den 1990er Jahren wurde der Fahrgastverkehr im klassischen Einsatzgebiet dieser Triebwagen z. B. auf der Inlandsbahn reduziert.

### IBAB Y1
Die Inlandsbanan AB (IBAB) übernahm die Triebwagen Y1 1268, 1269, 1283, 1314, 1328, 1336, 1342, 1344, 1346, 1348 und 1356, die 2013 dort vorhanden waren und vorwiegend im Sommerfahrplan zum Einsatz kamen. Zeitweise war zudem der Y1 1334 mit Biogasantrieb der Tekniska Verken Linköping leihweise bei der IBAB. Inzwischen sind einige Fahrzeuge abgestellt.

## Verbleib

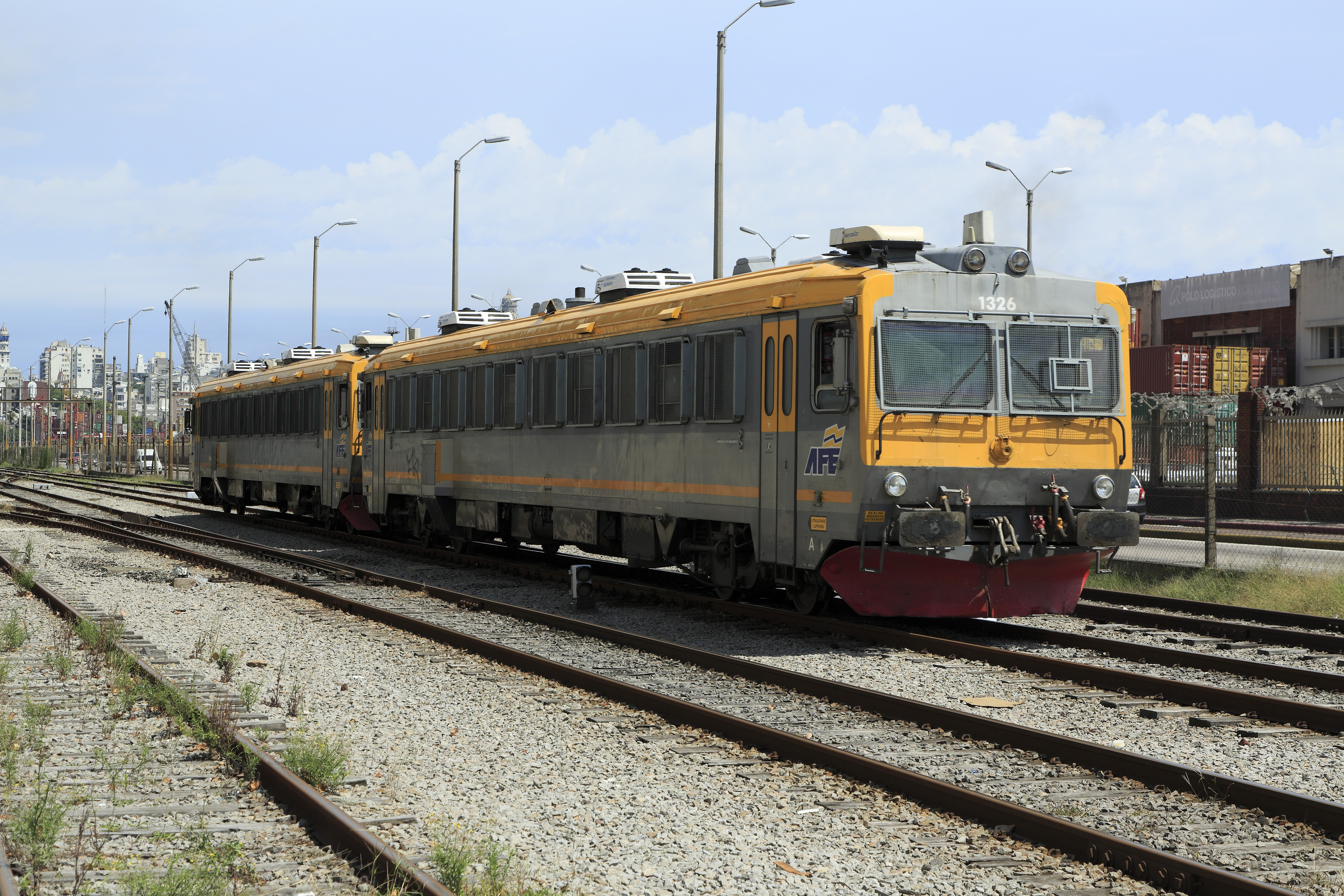
1326 in Montevideo (Uruguay)
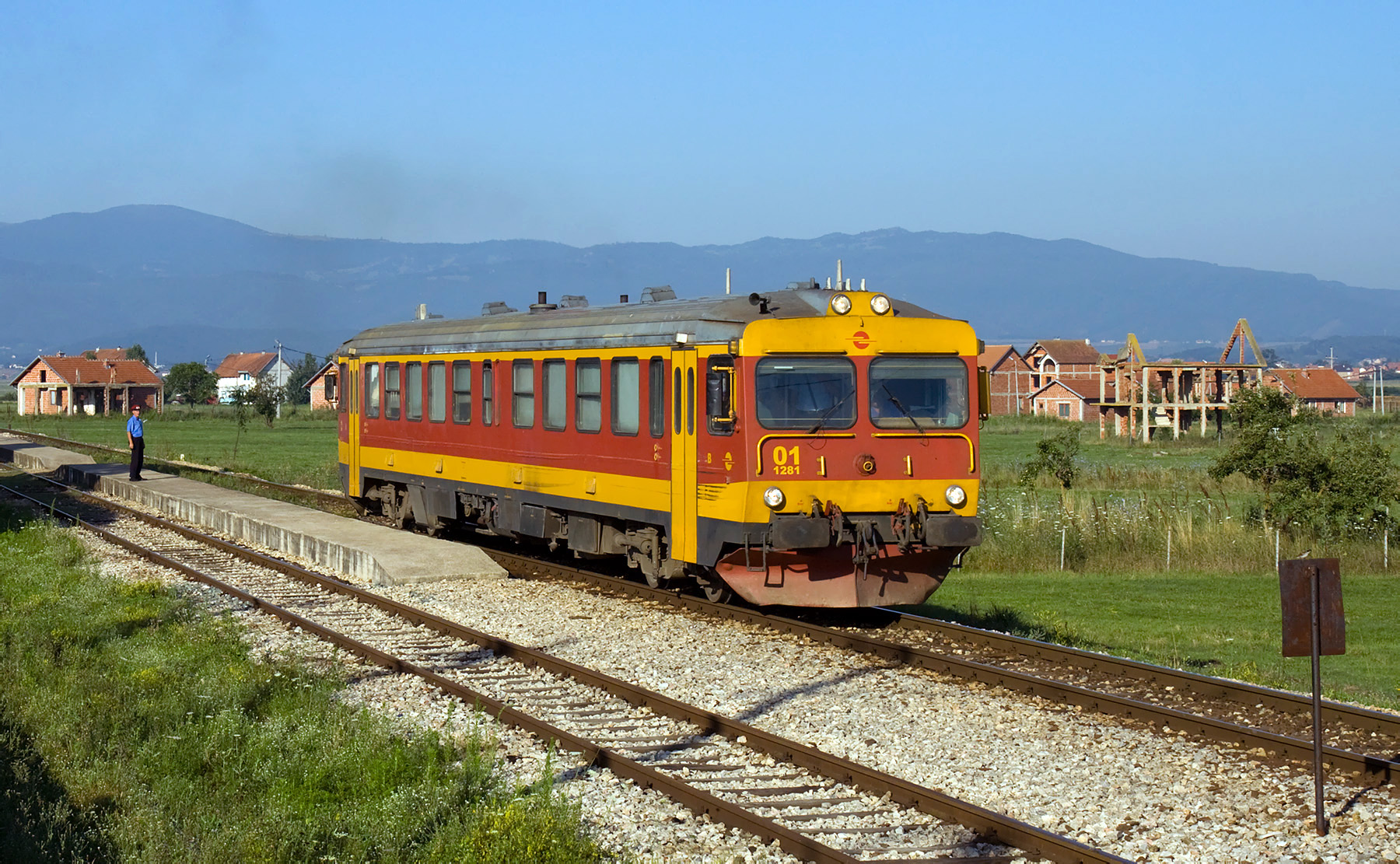
1281 im Kosovo
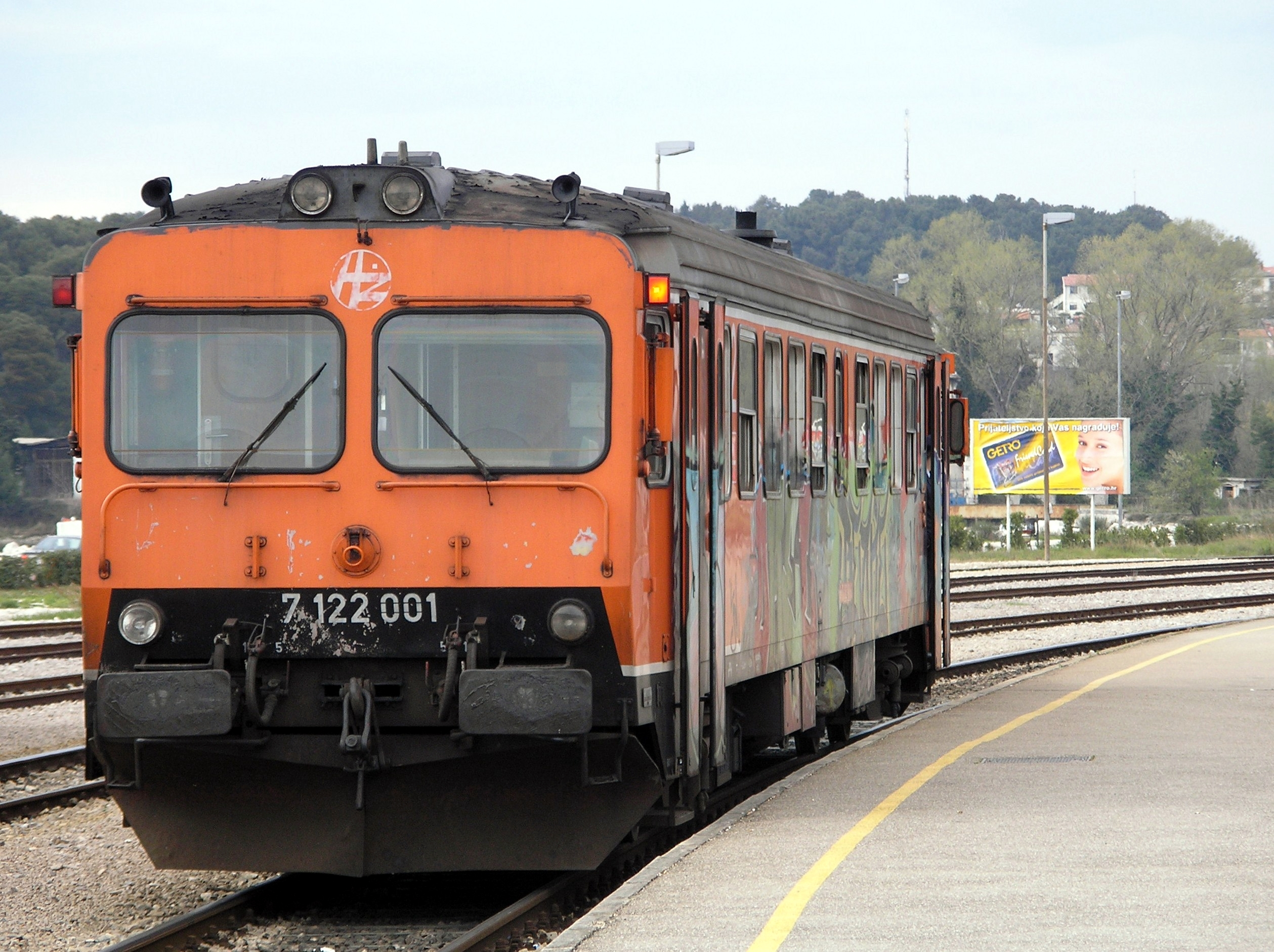
Y1 der Hrvatske željeznice in Pula (Kroatien)
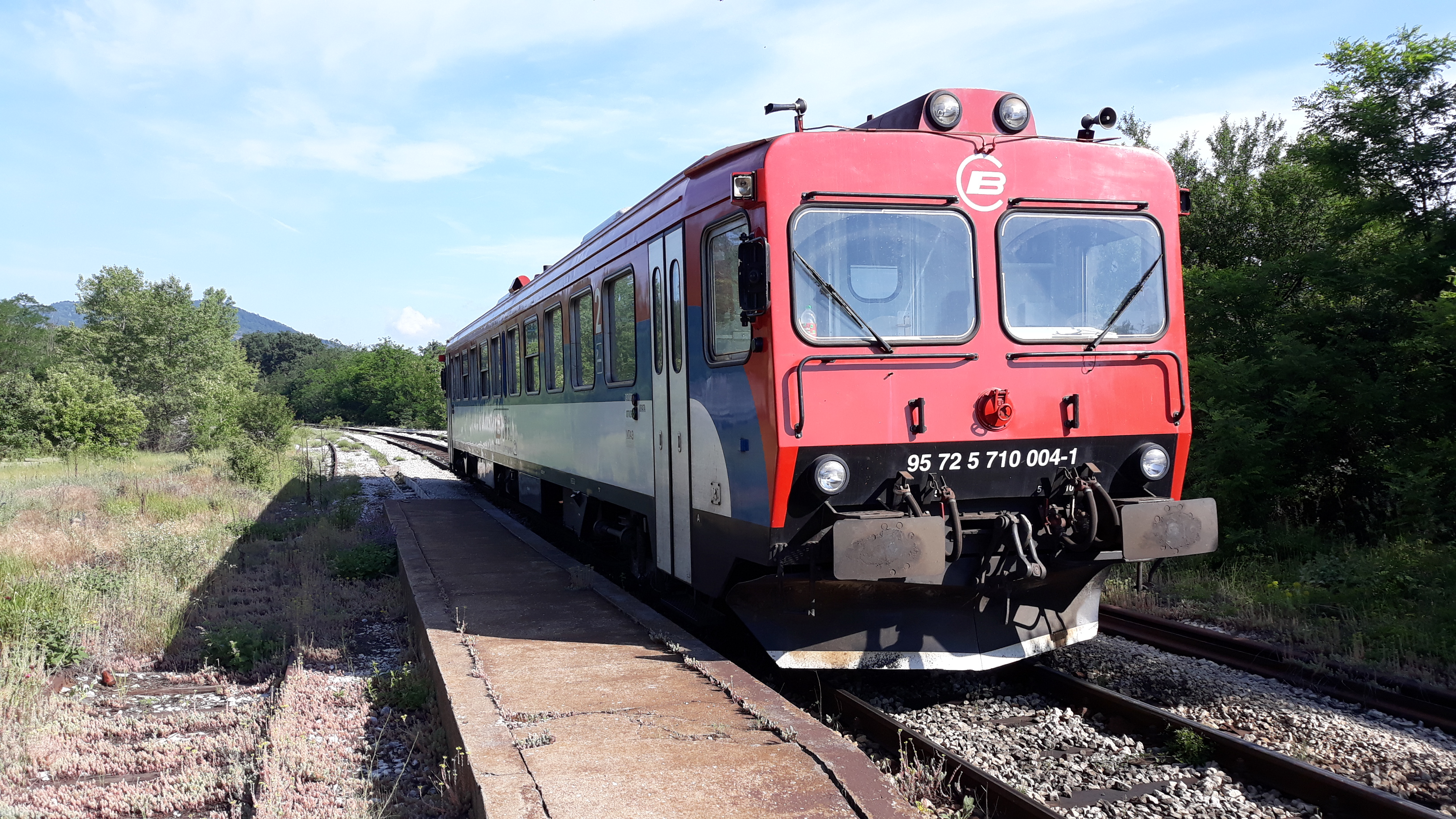
710 004 am Haltepunkt Maly Krivelj (Serbien)

Auf den anderen Bahnstrecken, wie der Bahnstrecke Gårdsjö–Håkantorp und der Bahnstrecke Kil–Torsby, wurde nun moderneres Material eingesetzt, so dass die SJ 1996 zwanzig der Triebwagen nach Kroatien und einige weitere nach Serbien abgab. In Kroatien erhielten sie die Reihenbezeichnung 7122, in Serbien 710. Bei der Eisenbahn im Kosovo werden diese Triebwagen ebenfalls eingesetzt.
2013 gingen fünf Triebwagen nach Südamerika an die staatliche Eisenbahngesellschaft AFE in Uruguay. Die Betriebsnummern und die Lackierung wurden beibehalten.

### ŽS 710
Zehn Fahrzeuge wurden als 710 001–010 der ŽS nach Serbien verkauft. Es waren die ehemaligen Triebwagen Y1 1287, 1274, 1339, 1358, 1288, 1337, 1282, 1308, 1345 und 1275.

### Y1S 1363
Der Y1S 1363 ist ein Konferenzfahrzeug, das die Baureihenbezeichnung Y1S (S für „Spezial“) erhielt. Banverket ließ den Triebwagen 1996 umbauen, er erhielt 2014 sein derzeitiges Erscheinungsbild. Der Triebwagen ist mit einem European Train Control System (ETCS)-Fahrzeuggerät ausgestattet und kann auf allen ATC- und ERTMS-Strecken fahren. Die maximal zulässige Geschwindigkeit beträgt 130 km/h. Er wurde mit angepassten Aufstiegen ausgestattet, so dass angehalten werden kann, auch wenn kein Bahnsteig vorhanden ist. Somit kann das Fahrzeug auf Baustellen eingesetzt werden.
Der Triebwagen verfügt über WLAN, TV, DVD, Projektor und eine 230-V-Stromversorgung für Computer und Ladegeräte. Der Innenraum besteht aus zwei Abteilen für je sechs Personen, einem Konferenzraum mit 14 Sitzplätzen, einem Kleiderschrank, einem Gesprächsraum, einer Küchenzeile und einer Toilette.

## Einsatz in Norwegen

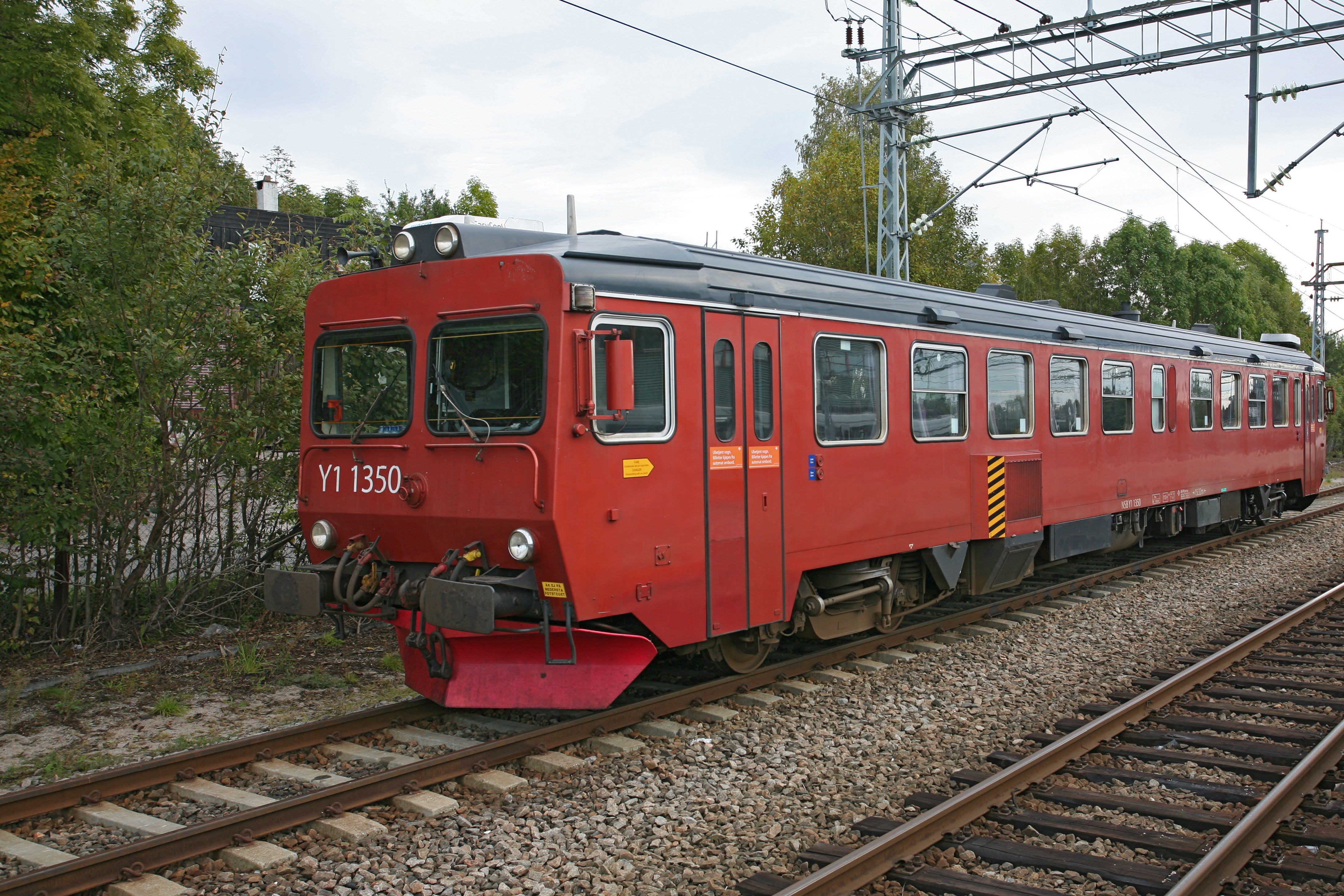
1350 der Norges Statsbane in Skien

Einige Fahrzeuge wurden gebraucht nach Norwegen verkauft. Norges Statsbaner setzen auf der Bratsbergbane (Nordagutu–Skien) drei dieser Triebwagen ein. Sie waren gemäß NSB-Standard rot lackiert. Ihre Bezeichnung folgte jedoch nicht dem gewöhnlichen Bezeichnungsschema der NSB, denn sie wurden weiterhin als Y1 bezeichnet. Im August 2015 endete der Einsatz auf der Strecke, die beiden letzten schwedischen Y1-Wagen wurden verschrottet. Seit 2016 sind zwei Zweiwagenzüge der Baureihe BM69 für den Dienst auf der Strecke fest zugeteilt.